# Moss Bluff
Moss Bluff es un lugar designado por el censo ubicado en la parroquia de Calcasieu en el estado estadounidense de Luisiana. En el Censo de 2010 tenía una población de 11557 habitantes y una densidad poblacional de 280,45 personas por km².

## Geografía
Moss Bluff se encuentra ubicado en las coordenadas 30°18′32″N 93°12′29″O / 30.30889, -93.20806. Según la Oficina del Censo de los Estados Unidos, Moss Bluff tiene una superficie total de 41.21 km², de la cual 39.43 km² corresponden a tierra firme y (4.32%) 1.78 km² es agua.

## Demografía
Según el censo de 2010, había 11557 personas residiendo en Moss Bluff. La densidad de población era de 280,45 hab./km². De los 11557 habitantes, Moss Bluff estaba compuesto por el 90% blancos, el 6.05% eran afroamericanos, el 0.49% eran amerindios, el 1.03% eran asiáticos, el 0.03% eran isleños del Pacífico, el 0.83% eran de otras razas y el 1.57% pertenecían a dos o más razas. Del total de la población el 2.94% eran hispanos o latinos de cualquier raza.